# Francolim-de-erckel
O francolim-de-erckel ou francolim-de-sobrancelhas-pretas (Pternistis erckelii) é uma espécie de ave da família Phasianidae.
Pode ser encontrada nos seguintes países: Eritreia, Etiópia e Sudão.